# 白头韭
白头韭（学名：Allium leucocephalum）为葱科葱属的植物。分布在西伯利亚、蒙古以及中国大陆的甘肃、内蒙古、黑龙江等地，生长于海拔550米至1,100米的地区，常生于沙地，目前已由人工引种栽培。